# Hanna Schwarz (Fotografin)
Hanna Schwarz, genannt Hanni Schwarz, eigentlich Hanna von Schwarz (geboren 1875; gestorben 1935) war eine deutsche Akt- und Porträtfotografin, die ab circa 1901 in Berlin tätig war. Sie gilt als eine bekannte Berufsfotografin im Deutschen Kaiserreich zu Beginn des zwanzigsten Jahrhunderts.

## Leben
Bevor sich Hanna Schwarz der Fotografie zuwandte, war sie Lehrerin an der Schule ihres Vaters in Basel.

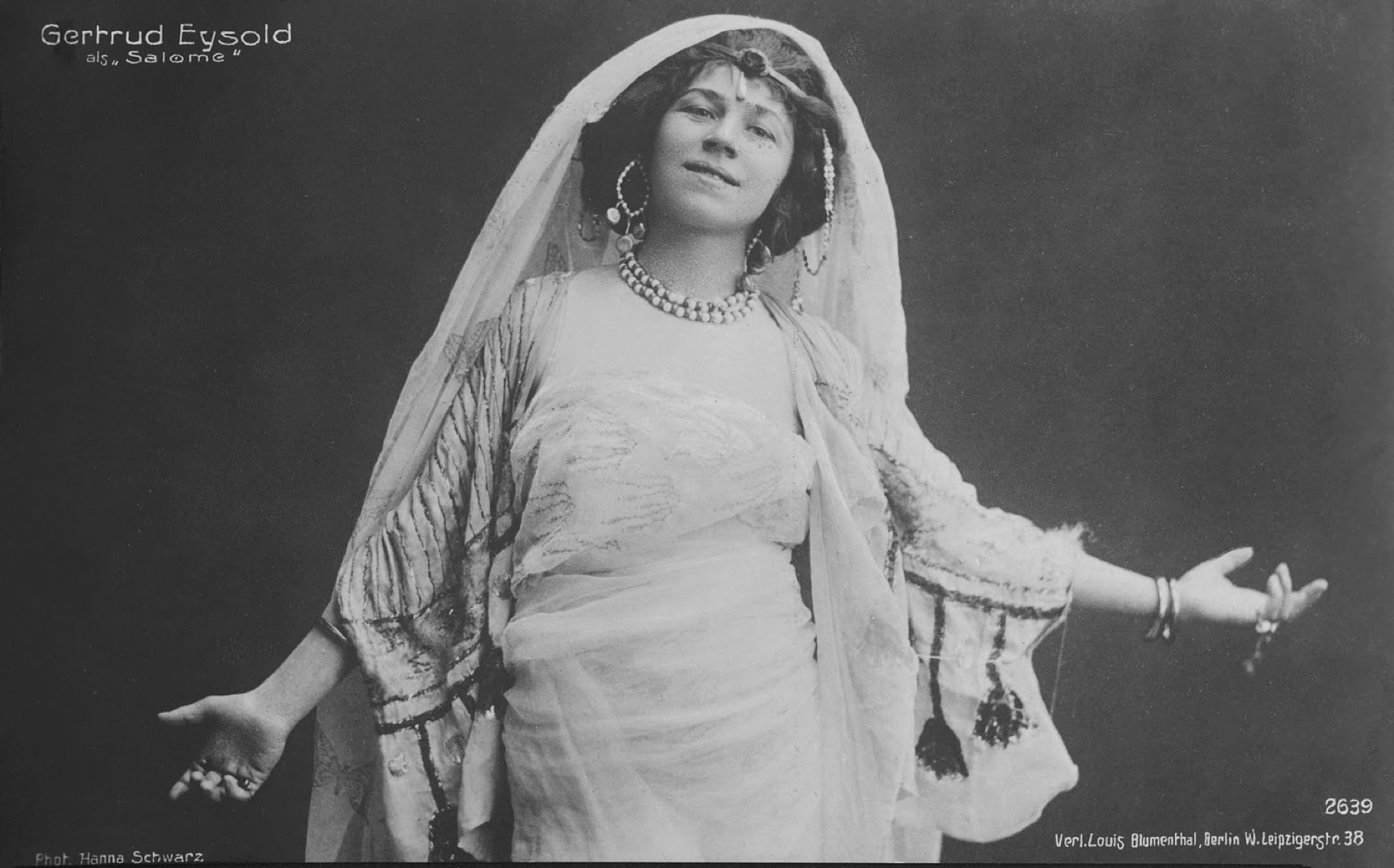
Gertrud Eysoldt als Salome;
Foto-Bildpostkarte von Hanna Schwarz, Verlag Louis Blumenthal

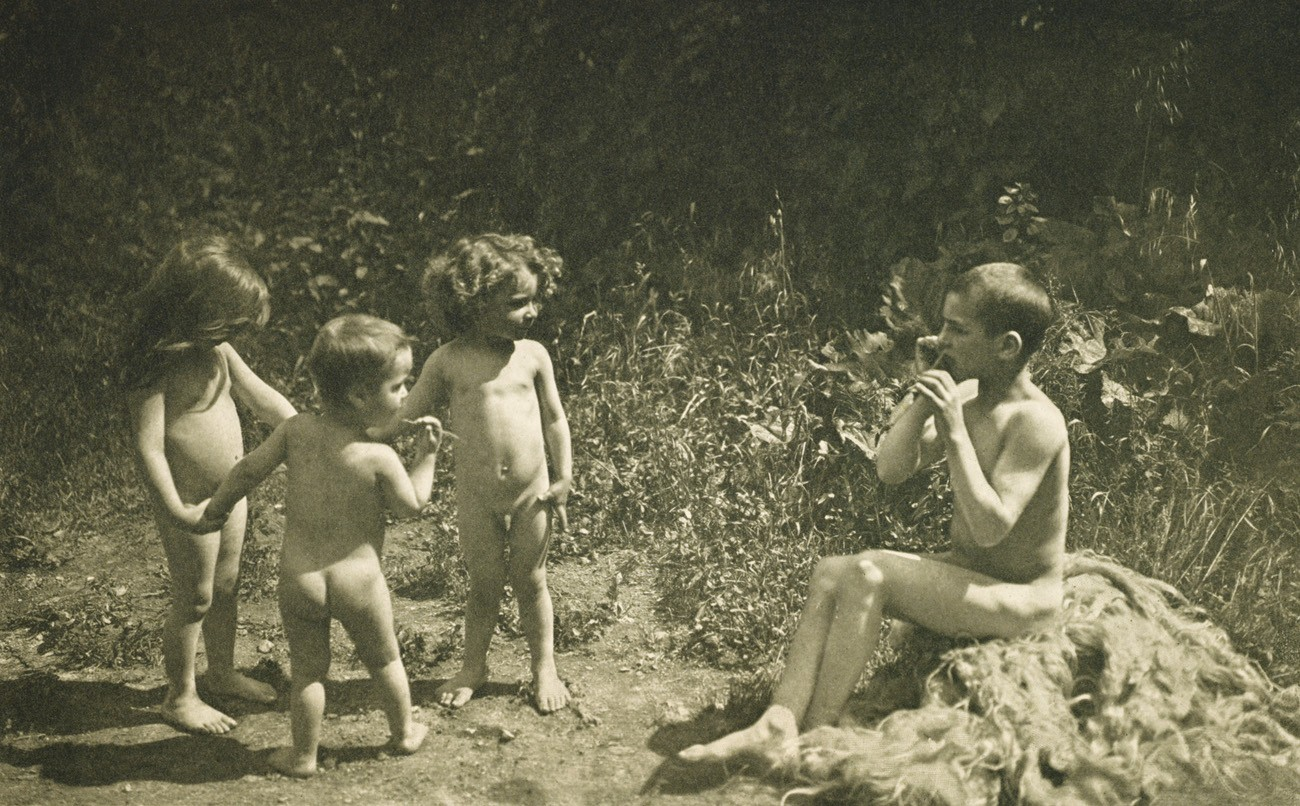
Kinder beim „Ringelreihen“;
Aktfotografie, Photographische Mitteilungen, 1905

1902 kaufte sie das Fotoatelier Johannes Hülsen in Berlin von dessen Witwe. Ab 1. Juli 1906 führte sie ihr Fotoatelier zusammen mit Marie Luise Schmidt, die aus Hamburg stammte. Für den 27. Mai 1919 ist es als Atelier Hanni Schwarz in der Dorotheenstraße eingetragen und war auf Porträt- und Tanzphotographie spezialisiert. Im Deutschen Reichsanzeiger erschien am 20. November 1919 folgender Eintrag zum Atelier Hanni Schwarz: „Inhaber jetzt: Fräulein Frida Jgogeit, Kauffrau, Berlin-Schöneberg. Der Übergang der im Betriebe des Geschäfts begründeten Verbindlichkeiten ist beim Erwerbe des Geschäfts durch Fräulein Frida Jgogeit ausgeschlossen.“ (HRA Nr. 50560, Eintrag im Berliner Handelsregister am 8. November 1919). In den Berliner Telefonbüchern war das von der neuen Eigentümerin fortgeführte Atelier Hanni Schwarz von 1920 bis 1932 mit der Adresse Hohenstaufenstraße 44 verzeichnet.

Margarete Friedenthal, 1919, Fotografie von Hanni Schwarz

Seit ihrer Gründung 1903 veröffentlichte die Zeitschrift Die Schönheit Aufnahmen von Hanni Schwarz. Der Ross-Verlag in Berlin, der in den 1920er und 1930er Jahren in Europa führend war für Postkarten bekannter Filmschauspieler sowie mit Filmszenen, veröffentlichte zahlreiche von ihr aufgenommene Porträts. Ein Porträt, das Hanni Schwarz von dem Künstler Fidus gemacht hatte, erschien in einem von Adalbert Luntowski 1910 herausgegebenen Buch. In der Zeitschrift Sport im Bild Nr. 5 vom 5. März 1926 ist eine Fotografie von ihr abgedruckt worden mit der Bildunterschrift: „Frau Chicky Sparkuhl-Fichelscher, unsere beliebte Modezeichnerin, in ihrem selbstentworfenen Faschingskostüm aus grüner Seide und Silberpailletten. Ball des Deutschen Theaters.“

Lina Morgenstern am Schreibtisch, Fotografie von Hanni Schwarz

Im April 1908 fand im „Mozartsaal“ des Berliner Neuen Schauspielhauses ein sogenannter Schönheitsabend statt, auf dem Aktfotografien von Hanni Schwarz und Wilhelm von Gloeden, projiziert auf eine Leinwand, präsentiert wurden. Zu dieser Zeit hatte sich Hanni Schwarz als künstlerische Fotografin bereits einen Namen gemacht. 1910 nahm sie mit Aktaufnahmen an der Weltausstellung in Brüssel teil. Auf der Bugra 1914 wurden Farbfotografien von ihr gezeigt.
Es ist überliefert, dass ein 1912 angedachtes Porträtphoto ihres Altersgenossen Theodor Heuss mit dessen Gattin misslang, da Schwarz vergaß, die Photoplatte zu wechseln, und es zu einer Doppelbelichtung mit Dr. Milch kam.
Zeitweilig war Schwarz als Künstlerin in Wernigerode tätig.
Im Jahr 2000 wurden Werke von Hanni Schwarz in der Ausstellung Le siècle du corps. Photographies 1900–2000 im Musée de l’Elysée in Lausanne gezeigt.

## Publikationen
- Hanni Schwarz: Photographie als Frauenberuf. In: Photographische Mitteilungen, 42. Jg., 1905, Heft 11, S. 163–165; Heft 12, S. 182–184; Textarchiv – Internet Archive.
- Hanni Schwarz: Der Werdegang der Photographin. In: Photographische Chronik, Nr. 46, 14. Juni 1911.